# شهرستان وین (کنتاکی)
شهرستان وین، کنتاکی (به انگلیسی: Wayne County, Kentucky) یک سکونتگاه مسکونی در ایالات متحده آمریکا است که در کنتاکی واقع شده‌است.